# Avenue Gustave-Eiffel
L'avenue Gustave-Eiffel est une voie du 7e arrondissement de Paris, en France.

## Situation et accès
L'avenue Gustave-Eiffel est une voie publique située sur le Champ-de-Mars, dans le 7e arrondissement de Paris. Elle débute allée Adrienne-Lecouvreur, se termine allée Thomy-Thierry et passe au pied de la tour Eiffel.

## Origine du nom

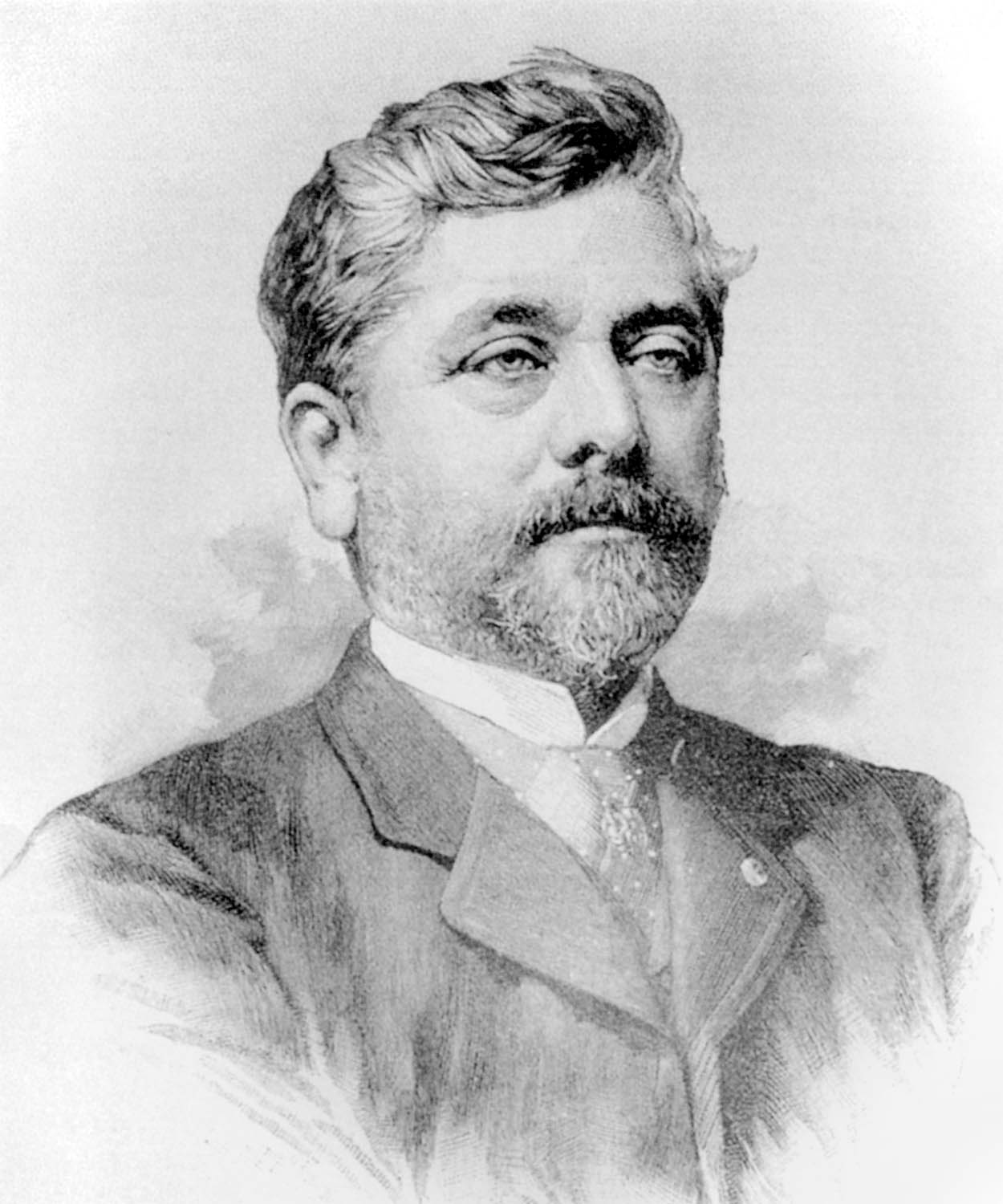
Portrait de Gustave Eiffel.

Elle porte le nom de l'ingénieur industriel français, constructeur de la tour Eiffel, Gustave Eiffel (1832-1923).

## Historique
La voie prend sa dénomination actuelle par un arrêté du 5 mai 1965.